# T3n Magazin
Das t3n Magazin ist ein deutschsprachiges Magazin für digitale Wirtschaft. Die Druckausgabe erscheint seit 2005 vierteljährlich im Verlag yeebase media in Hannover und richtet sich hauptsächlich an Leser, die selbst in der Digitalwirtschaft arbeiten oder sich privat mit diesem Themenfeld beschäftigen. Die Redaktion wird seit dem 28. Februar 2023 von Marcel Romahn und Sabrina Schadwinkel geleitet. Neben der gedruckten Ausgabe erscheint im gleichen Verlagshaus die Onlineplattform t3n.de.

## Geschichte
2005 erarbeiteten Martin Brüggemann, Jan Christe und Andreas Lenz eine Diplomarbeit zum Thema „Webbasiertes Publishing mit Open-Source-Technologien“ an der Fachhochschule Hannover. Die erste Ausgabe des gedruckten t3n Magazins erschien am 31. August des gleichen Jahres in einer Auflage von 5.000 Exemplaren. Sie diente als Beispiel für die Funktionsfähigkeit des Redaktionssystems, das im Rahmen der Diplomarbeit entwickelt worden war. Die erste Ausgabe umfasste 76 Seiten, der Leitartikel beschäftigte sich mit dem Content-Management-System TYPO3.
Im Laufe der Jahre verlagerte sich der Schwerpunkt von der Softwareentwicklung zur Digitalwirtschaft, insbesondere auf die Themen Startups, Marketing, Social Media, E-Commerce und neue Technologien wie künstliche Intelligenz, Blockchain und virtuelle beziehungsweise erweiterte Realität. t3n bezeichnet sich selbst als Magazin für digitale Wirtschaft und richtet sich vornehmlich an Leser aus ebendiesem Arbeits- und Interessenumfeld. 2018 wurde die Redaktion des t3n Magazins vom Medium Magazin und dem Wirtschaftsjournalist unter die Top 3 der deutschen Wirtschaftsredaktionen gewählt. Im Dezember 2019 wurde das t3n Magazin um den damaligen Chefredakteur Luca Caracciolo mit dem Lead Award in Silber ausgezeichnet.
Im Dezember 2021 wurde t3n mitsamt seinem Verlag yeebase Media vom Heise-Verlag übernommen.
Zum 28. Februar 2023 verließ der bisherige Chefredakteur Holger Schellkopf die t3n. Die Chefredaktion haben seitdem die bisherigen Redaktionsleiter Sabrina Schadwinkel und Marcel Romahn inne.

## Inhalt
Quartalshefte widmen sich einem thematischen Schwerpunkt aus dem Umfeld der digitalen Wirtschaft und Gesellschaft. Unter den bisherigen Schwerpunkten finden sich zum Beispiel Betrachtungen der in- und ausländischen Digitalwirtschaft, Methoden zur effektiveren Teamarbeit, eine Erklärung der Blockchain-Technologie und unterschiedliche Perspektiven auf die Zukunft der Arbeitswelt.

## Auflage und Abo-Zahlen
| 1998 | 1999 | 2000 | 2001 | 2002 | 2003 | 2004 | 2005 | 2006 | 2007 | 2008 | 2009 | 2010 | 2011  | 2012  | 2013  | 2014  | 2015  | 2016  | 2017  | 2018  | 2019  | 2020  | 2021  | 2022  | 2023  | 2024  |
| ---- | ---- | ---- | ---- | ---- | ---- | ---- | ---- | ---- | ---- | ---- | ---- | ---- | ----- | ----- | ----- | ----- | ----- | ----- | ----- | ----- | ----- | ----- | ----- | ----- | ----- | ----- |
|      |      |      |      |      |      |      |      |      |      |      |      |      | 15248 | 15383 | 18473 | 20082 | 21680 | 26287 | 29649 | 38326 | 32865 | 29774 | 27099 | 19205 | 15116 | 13883 |

| 1998 | 1999 | 2000 | 2001 | 2002 | 2003 | 2004 | 2005 | 2006 | 2007 | 2008 | 2009 | 2010 | 2011 | 2012 | 2013  | 2014  | 2015  | 2016  | 2017  | 2018  | 2019  | 2020  | 2021  | 2022  | 2023  | 2024 |
| ---- | ---- | ---- | ---- | ---- | ---- | ---- | ---- | ---- | ---- | ---- | ---- | ---- | ---- | ---- | ----- | ----- | ----- | ----- | ----- | ----- | ----- | ----- | ----- | ----- | ----- | ---- |
|      |      |      |      |      |      |      |      |      |      |      |      |      | 8094 | 9112 | 10486 | 12483 | 13653 | 14337 | 15153 | 17145 | 17418 | 16146 | 15601 | 13204 | 11356 | 8914 |